# تئوفوبوس
تئوفوبوس (به یونانی: Θεόφοβος) یا نصر، از فرماندهان خرمیان غرب ایران بود که پس از شکست خرمیان ناحیه جبال به روم شرقی پناهنده شد و همراه با هزاران نفر از خرمیانی که به بیزانس گریخته بودند واحد نیرومند پارسیان را در سپاه روم شرقی ایجاد نمود. به دنبال شکست خوردن رومیان از دولت عباسی در نبرد انزن، ایرانیان سپاه بیزانس ضد تئوفیلوس امپراتور بیزانس شورش کردند و نصر را به پادشاهی برگزیدند. با توجه به اینکه خود نصر با شورش و پادشاه شدن مخالف بود، پس از شکست شورشیان، نصر و سپاهیان ایرانی بخشوده شدند، اما واحد ایرانیان را به دسته‌های ۲۰۰۰ نفری تقسیم کرده بین واحدهای رومی پخش نمودند تا نتواند اثر سیاسی داشته باشند. تئوفیلوس هنگام مرگ دستور داد تا تئوفوبوس (نصر) را بکشند تا برای پادشاه آینده (میخائیل سوم که پسرش بود) مشکلی ایجاد نکند. نصر در سال ۸۴۲ میلادی به قتل رسید.

## نام
بنا به نظر آدونتز ممکن است که صورت واقعی نام نصر، نرسه یا نرسی بوده و نام او در عربی نَصر یا نُصیر شده. در تاریخ طبری در فصل حوادث سنه ۲۲۳، نام این سردار را بارسیس می‌نویسد، و چون صورت عربی شده نرسه در عربی نارسیس است، امکان دارد هنگام نوشتن، سهواً نارسیس را به صورت بارسیس نوشته باشند.

## قیام جبال
خیزش خرمدینان از نظر مکانی و زمانی تنها منحصر به آذربایجان و شخص بابک خرمدین نبود. بدنبال مرگ مأمون در ۲۱۸ قمری (۸۳۳ میلادی)، خرّمیان در قسمت‌های دیگر ایران بجز آذربایجان یعنی در اصفهان و ری و ماسبذان (پشتکوه) و مهرجان کذک (لرستان) سر برآوردند و شاید این امر به تشویق و تحریک بابک بوده است. خیزش خرّمیان در این قسمت از ایران پس جنگ خونینی که در همدان میان ایشان و سردار معتصم به نام اسحاق بن ابراهیم بن مُصْعَب درگرفت به شکست خرّمیان و کشتار عظیم ایشان منجر شد.طبری ادعا نموده که اسحاق بن ابراهیم غیر از زن و کودکان و فقط از مردان، نزدیک به یک صد هزار نفر را از دم تیغ گذرانده است. بدنبال این نبرد، نصر، فرمانده خیزشگران خرمی همراه با ۱۴۰۰۰ نفر از سربازان که یا کرد بودند یا از دیگر ایرانیان به کوهستان‌های ارمنستان گریخت و وارد قلمروی بیزانس شد.

## تئوفوبوس
طبق گفته منابع یونانی نصر از شاهزادگان ایرانی بوده است. نصر پس از اینکه مسیحی شد، نام یونانی تئوفوبوس - به معنی خداترس - را انتخاب کرد و امپراتور بیزانس او را به عنوان یکی از اشراف رومی (پاتریسین) برگزید و خواهر زنش (و یا خواهر خودش) را به همسری او درآورد. منابع یونانی به صورت مبهم ادعا می‌کنند که رزم‌آوران همراه تئوفوبوس هم مسیحی شدند و فرمانی از سوی امپراتور صادر شد که خرمیان می‌توانند با زنان محلی ازدواج کنند. گرچه فرزندان ایشان براستی مسیحی شدند اما گمان می‌رود که مسیحی شدن ایشان ظاهری بوده.
خرمیانی که وارد سپاه روم شدند نه تنها از جهت دشمنی‌ای که با اعراب داشتند بدرد امپراتور روم شرقی می‌خوردند، بلکه تعدادشان هم قابل توجه بود و از نظر تعداد کل نیروی بیزانس را یک ششم بزرگتر نمودند. واحد ایرانی (به انگلیسی: Persian turma) تحت فرماندهی نصر-تئوفوبوس درآمد.

## جنگ

جنگ سالهای ۸۳۷–۸۳۸ م. بین رومیان و خرمیان از یکسو و سپاه معتصم از سوی دیگر. مسیر عقب‌نشینی خرمیان با پیکان تیره بسوی شهر سینوپ نشان داده شده‌است.

بابک به تئوفیلوس پیام فرستاده بود که معتصم حتی خیاط و آشپزش (جعفر و ایتاخ) را هم به جنگ او فرستاده و دیگر کسی برای او نمانده تا اگر رومیان حمله کنند به دفاع در مقابل رومیان بپردازد. در تابستان ۸۳۷ م. تئوفیلیوس با هفتاد هزار سرباز بر شمال غربی میانرودان تاخت. در میان لشکریان رومی، نیروی ایرانی نقش پررنگی داشت. پس از ویران نمودن زبطره، رومیان به ملطیه هجوم بردند و بسیاری را کشتند و اسیر نمودند وشهر شمش‌شاد را اشغال نمودند. تئوفیلوس سپس بنحوی جنوب ارمنستان را غارت نمود که تئودوزیپولیس(ارزروم امروزی) و دیگر شهرها برای در امان ماندن مجبور به پرداخت باج شدند.
در پاییز آن سال، بدنبال شکست بابک خرمدین، ۱۶۰۰۰ نفر سرباز او که به بیزانس فرار کردند جزو واحد ایرانیان سپاه روم شرقی شدند و تعداد ایرانیان به ۳۰ هزار نفر رسید. گرچه چنین کمکی به امپراتور رسید، اما معتصم که از سرکوب جنبش سرخ‌جامگان فارغ شده بود، در ژوئیه ۸۳۸ م. (رمضان ۲۲۳ ه‍. ق) به کین‌خواهی هجوم سال قبل تئوفیلوس، لشکر به روم کشید. خشونت بسیار زیادی که خرمیان سپاه روم در هنگام هجوم به زبطره نشان داده بودند و مردان را قتل‌عام و به زنان تجاوز نموده بودند شدیداً دربار عباسی را تحریک کرده بود.
بنا به منابع عربی، معتصم آنقدر ناراحت بود که از مشاورانش پرسید دست نیافتنی‌ترین و نیرومندترین دژ روم شرقی که هیچ مسلمانی نتوانسته باشد از زمان ظهور اسلام به آن حمله کند کدام شهر است؟ مشاوران پاسخ دادند عموریه است که چشم دنیای مسیحیت محسوب می‌شود و از قسطنطنیه هم معروفتر است.
معتصم سپاه بزرگی آراست و آن را دو قسمت نمود: یک قسمت کوچکتر سی هزار نفره که فرمانده آن افشین سردار ایرانی معتصم بود و شامل ده هزار نفر سواره‌نظام تیرانداز ترک می‌شد و یک قسمت بزرگتر ۵۰ هزار نفره که خود معتصم فرمانده آن بود. واحدی که افشین فرمانده آن بود از ناحیه شمال پیشروی می‌کرد و واحدی که معتصم فرمانده آن بود از سوی دروازه‌های کیلیکیه. تئوفیلوس با ۵۰ هزار نفر (شامل خرمیان) در ناحیه انزن به واحد افشین یورش برد اما شکست خورد و محاصره شد. در مورد اینکه سپاهیان ایرانی وفادار نبودند و آماده برای تحویل دادن امپراتور شده بودند یا برعکس ایشان بودند که او را از حلقه محاصره رها کردند بین منابع اختلاف نظر وجود دارد. به هرحال سپاهیان خرمدین پس از شکست ابتدا به اماسرا و سپس به سینوپه در ساحل دریای سیاه عقب‌نشینی کردند و از ترس انقام رومیان، نصر-تئوفوبوس را با مراسمی شبیه به پادشاهان ساسانی به امپراتوری برگزیدند.
پس از اینکه معتصم موفق به فتح عموریه و ویران نمودن آن شد، تئوفیلوس از او تقاضای صلح نمود. شرطهای که خلیفه برای صلح برشمرد تحویل دادن تئوفوبوس و مانوئل ارمنی بود که هیچ‌کدام برای تئوفیلوس قابل انجام دادن نبود چونکه مانوئل در جنگ با افشین کشته شده بود و تئوفوبوس هم در حال شورش. به هرحال بخاطر عصیان عباس ابن مأمون معتصم نتوانست پیگیر جنگ با بیزانس شود و به بغداد بازگشت.
احتمالاً نصر-تئوفوبوس با شورش موافق نبود و یکسال در سینوپ بی هیچ اقدامی علیه تئوفیلوس بسر برد. بنا به منابع یونانی، در تابستان ۸۳۹ نصر-تئوفوبوس پنهانی با تئوفیلوس وارد مذاکره شد و برای خرمیها بخشش کامل گرفت. البته تئوفیلوس واحد ایرانی را به دسته‌های ۲۰۰۰ نفری تقسیم نمود و بین تمام واحدهای مستقر در استان‌های بیزانس پخش نمود. نصر-تئوفوبوس به اینکه سردار ممتاز سپاه باشد ادامه داد. برای ده‌ها سال، سپاهیان خرمی از مرزهای شرقی بیزانس در برابر تحرکات عباسیها دفاع می‌کردند که منابع یونانی مؤثر بودن آن‌ها را به کینه‌ای که از عباسیان داشتند مربوط می‌کردند.

## مرگ

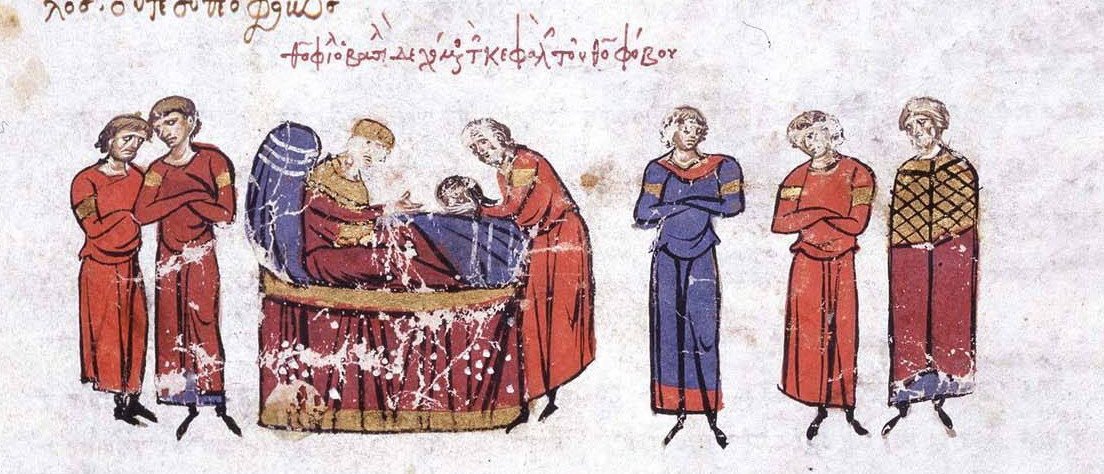
سر بریده نصر-تئوفوبوس را به حضور تئوفیلوس می‌آورند. نگاره از کتاب تاریخ مصور جان اسکای‌لیتز

درمورد نحوه مرگ نصر-تئوفوبوس بین منابع اسلامی و بیزانسی اختلاف نظر وجود دارد. تاریخ طبری مرگ او را در ۲۲۵ ه‍.ق (۸۳۹–۸۴۰ م) می‌داند که هنگام جنگ با مسلمان در اطراف مصیصه (نزدیک کیلیکیه) کشته شد. در صورتی که منابع یونانی که در این مورد بیشتر مطلب دارند و قابل توجه‌تر بحساب می‌آیند مدعی هستند که چون نصر-تئوفوبوس بر خلاف امپراتور جزو کسانی بود که به تصویر کشیدن مسیح را روا می‌دانست در سال ۸۴۲ تئوفیلوسی که در بستر مرگ بود او را به مرگ محکوم کرد.